# Équipe du Brésil de futsal FIFA
Pour la sélection affiliée à l'Association mondiale de futsal, voir Équipe du Brésil de futsal AMF.
Maillots
L'équipe du Brésil de futsal FIFA (en portugais : Seleção Brasileira de Futsal) est la sélection de joueurs brésiliens représentant le pays lors des compétitions internationales de futsal masculin, sous l'égide de la Confédération brésilienne de football.
La Seleção est l'une des meilleures équipes nationales du monde. Elle détient plusieurs records, et a la particularité d’être la seule sélection à n'avoir manqué aucune phase finale de Coupe du monde avec l'équipe d'Espagne. Le Brésil est également le pays qui a remporté le plus de fois le trophée mondial, en 1989, 1992, 1996, 2008, 2012 et 2024. Le Brésil est par ailleurs vainqueur à onze reprises du championnat d'Amérique du Sud (appelé Copa América depuis 2003). Symbole de sa position dans le football mondial, la Seleção occupe le 1er rang du classement mondial de futsal, pratiquement sans discontinuité.
Parmi les nombreux joueurs brésiliens de futsal ayant marqué l'histoire de la sélection, l'ailier Falcão, quadruple meilleur joueur du monde aux Prix FutsalPlanet et autant de fois vainqueur de la Coupe du monde entre 2000 et 2012, est considéré comme un des plus grands joueurs de l'histoire du futsal. Il bat les records de Manoel Tobias, triple meilleur joueur de la planète aussi élu deux fois meilleurs joueurs et sacré meilleur buteur de deux Mondiaux. Schumacher est sacré meilleur joueur de l'année en 2008, avant que Ferrão ne prennent la relève au début des années 2020 avec trois titres consécutifs de meilleur joueur entre 2019 et 2021.

## Histoire

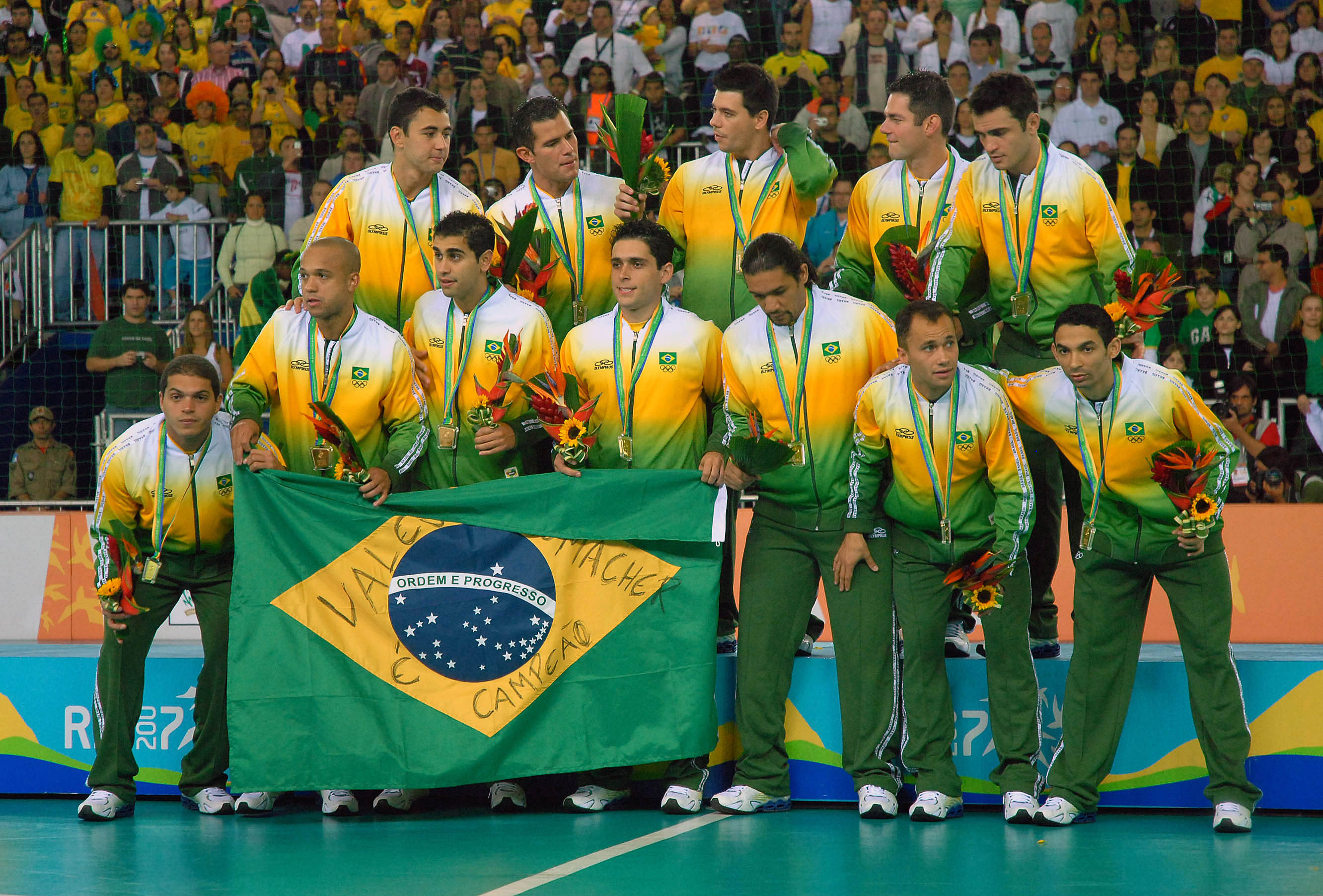
Seleçao aux Jeux panamaricains 2007.

En avril 2021, la Confédération brésilienne de football annonce officiellement prendre en charge la gestion de la sélection brésilienne de futsal FIFA, à la suite de la Confederacao Brasileira de Futebole Salao (CBFS) « connaissant de nombreux problèmes financiers ». Ainsi, la sélection de futsal FIFA brésilienne – son administration, la gestion des sponsors et des joueurs – devient la responsabilité de la CBF. L'impacte le plus visible est l'alignement des maillots sur la sélection de football à 11 pour la Coupe du monde 2021 en Lituanie.

## Palmarès

### Titres et trophées
La Seleção de futsal est comme toutes ses homologues, l'une des meilleures équipes du monde avec l'un des plus gros palmarès. Elle remporte six fois la Coupe du monde FIFA, à onze reprises la Copa América de futsal (FIFA), une fois les Jeux panaméricains, quatre fois le Mundialito de futsal et cinq fois son tournoi le Grand Prix de futsal.
| Récompense | Mondial | Continental |
| --- | --- | --- |
| - Prix FutsalPlanet (9) - Meilleur sélection de l'année : 2007, 2008, 2011, 2012, 2013, 2014, 2017, 2019 et 2020 | - Coupe du monde FIFA (6) - Champion : 1989, 1992, 1996, 2008, 2012 et 2024 - Finaliste : 2000 - Troisième : 2004 et 2021 - Coupe des confédérations (1) - Vainqueur : 2013 - Troisième : 2014 - Mundialito (5) - Vainqueur : 1995, 1996, 1998, 2001 et 2002 - Grand Prix de futsal (10) - Vainqueur : 2005, 2006, 2007, 2008, 2009, 2011, 2013, 2014, 2015 et 2018 - Finaliste : 2010 | - Copa América (11) - Vainqueur : 1992, 1995, 1996, 1997, 1998, 1999, 2000, 2008, 2011, 2017 et 2024 - Finaliste : 2003 - Troisième : 2015 - Jeux panaméricains (1) - Vainqueur : 2007 - Jeux sud-américains (4) - Vainqueur : 2002, 2006, 2010 et 2014 |

### Parcours en compétition internationale

#### Coupe du monde de la FIFA
Les Auriverdes remportent la Coupe du monde de futsal FIFA lors des trois premières éditions de l'événement phare, à Pays-Bas 1989, Hong Kong 1992 et Espagne 1996, mais sont devancés par leur bête noire du futsal, l'Espagne, lors de la finale de Guatemala 2000 et lors de la demi-finale de Chinese Taipei 2004. Le Brésil remporte ses 4e et 5e titres au Brésil 2008 et en Thaïlande 2012, battant l'Espagne en finale de ces deux éditions.
| Édition | Tour          | Position | MJ | V  | N | D | Bp  | Bc  |
| ------- | ------------- | -------- | -- | -- | - | - | --- | --- |
| 1989    | Champion      | 1er      | 8  | 5  | 1 | 2 | 33  | 17  |
| 1992    | Champion      | 1er      | 8  | 7  | 1 | 0 | 44  | 7   |
| 1996    | Champion      | 1er      | 8  | 7  | 1 | 0 | 55  | 16  |
| 2000    | Finale        | 2e       | 8  | 7  | 0 | 1 | 78  | 14  |
| 2004    | Petite finale | 3e       | 8  | 7  | 1 | 0 | 48  | 15  |
| 2008    | Champion      | 1er      | 9  | 8  | 1 | 0 | 64  | 8   |
| 2012    | Champion      | 1er      | 7  | 7  | 0 | 0 | 45  | 7   |
| 2016    | 8e de finale  | 9e       | 4  | 3  | 1 | 0 | 33  | 9   |
| 2021    | 3e            | 3e       | 7  | 6  | 0 | 1 | 28  | 8   |
| 2024    | Champion      | 1er      | 7  | 7  | 0 | 0 | 40  | 6   |
| Total   | 10/10         | 6 titres | 74 | 64 | 6 | 4 | 468 | 107 |

#### Copa América
- 1992 –  Vainqueur (hôte)
- 1995 –  Vainqueur (hôte)
- 1996 –  Vainqueur (hôte)
- 1997 –  Vainqueur (hôte)
- 1998 –  Vainqueur (hôte)
- 1999 –  Vainqueur (hôte)
- 2000 –  Vainqueur (hôte)
- 2003 –  2e place
- 2008 –  Vainqueur
- 2011 –  Vainqueur
- 2015 –  3e place
- 2017 –  Vainqueur
- 2022 –  3e place
- 2024 –  Vainqueur

#### Qualification de la CONMEBOL pour la Coupe du monde FIFA
- 2012 –  3e place (hôte)
- 2016 –  Vainqueur
- 2020 –  2e place

#### Autres compétitions
| Compétitions mondiales | Ancienne compétitions mondiales | Compétitions continentales |
| --- | --- | --- |
| Grand Prix de futsal - 2005 – Vainqueur (hôte) - 2006 – Vainqueur (hôte) - 2007 – Vainqueur (hôte) - 2008 – Vainqueur (hôte) - 2009 – Vainqueur (hôte) - 2010 – 2e place (hôte) - 2011 – Vainqueur (hôte) - 2013 – Vainqueur (hôte) - 2014 – Vainqueur (hôte) - 2015 – Vainqueur (hôte) - 2018 – Vainqueur (hôte) Coupe des confédérations - 2009 – ne participe pas - 2013 – Vainqueur (hôte) - 2014 – 3e place | Mundialito - 1994 – ne participe pas - 1995 – Vainqueur - 1996 – Vainqueur - 1998 – Vainqueur - 2001 – Vainqueur - 2002 – Vainqueur - 2006 – ne participe pas - 2007 – ne participe pas - 2008 – ne participe pas | Jeux panaméricains - 2007 – Vainqueur (hôte) Jeux sud-américains - 2002 – Vainqueur (hôte) - 2006 – Vainqueur - 2010 – Vainqueur - 2014 – Vainqueur - 2018 – ne participe pas |

## Maillots
Jusqu'à l'été 2021, l'équipe du Brésil de futsal détone grâce à des tuniques qui n’avont rien à voir avec la sélection de football sponsorisée par Nike. La sélection auriverde de futsal arbore jusqu'alors le logo de la Confederacao Brasileira de Futebole Salao (CBFS) et ses sept étoiles pour les sacres lors de deux Coupes du monde FIFUSA par le passé puis cinq fois la Coupe du monde FIFA. Les futsalistes portent alors des maillots de marque Penalty où figurent, selon les époques, des sponsors aussi diverses que variés tels que « Bufete Rosales », « Correios », Topper, Fila, DalPonte ou encore Pulse, entre autres. Le Brésil est alors le seul pays en compétition futsal FIFA au maillot clairement différent de sa sélection de football à 11.
Courant 2021, la Confédération brésilienne de football annonce reprendre la responsabilité de la sélection brésilienne de futsal FIFA à la suite « de nombreux problèmes financiers » de la part de la CBFS. Cela implique notamment le changement de maillot, tant en termes de logo, d’équipementier et de design, pour un alignement sur la sélection de football dès la Coupe du monde de futsal en septembre 2021.

## Personnalités

### Sélectionneurs
| Période     | Nom                     |
| ----------- | ----------------------- |
|             | Gerson Tristão          |
|             | Takão                   |
|             | Vander Iacovino         |
|             | Fernando Ferreti        |
|             | Paulo César de Oliveira |
| ? - 2013    | Marcos Sorato           |
| 2013 - ?    | Ney Pereira             |
| depuis 2017 | Marquinhos Xavier       |

### Joueurs remarquables
| Prix FutsalPlanet | Compétitions                                                                               |
| --- | ------------------------------------------------------------------------------------------ |
| - Meilleur joueur de l'année (11) - Falcão (4) : 2004, 2006, 2011 et 2012 - Manoel Tobias (3) : 2000, 2001 et 2002 - Ferrão (3) : 2019, 2020 et 2021 - Schumacher (1) : 2008 - Meilleur gardien de l'année (2) - Tiago : 2007 - Guitta : 2021 | - Coupe du monde - trois victoires : Falcão - deux victoires : neuf joueurs - Copa América |

### Effectif actuel (2022)
Les postes mentionnés se réfèrent à ceux du football. Comprendre que « A - attaquant » désigne les « pivots » et « M - milieu de terrain » les « ailiers ».